# Taeniophyllum elegantissimum
Taeniophyllum elegantissimum är en orkidéart som beskrevs av Heinrich Gustav Reichenbach. Taeniophyllum elegantissimum ingår i släktet Taeniophyllum och familjen orkidéer. Inga underarter finns listade i Catalogue of Life.